# Астрид (повесть)
«Астрид» (1989) — повесть советского писателя Игоря Бондаренко.

## Сюжет
В октябре 1941 года танковая группировка генерала Клейста сходу захватила города Бердянск и Мариуполь на побережье Азовского моря и устремилась на Ростов-на-Дону, перерезав железную и автомобильную дороги между Таганрогом и Ростовом. Пригородный поезд, в котором едет Астрид Ларсон, оказывается в зоне боевых действий и попадает под обстрел немецких танков. Пассажиры выскакивают из вагонов, спасаются бегством. Астрид Ларсон привлекает внимание немецких танкистов, они её задерживают, но после того как она заявляет, что она подданная Швеции — направляют в немецкую комендатуру в Таганрог, уже занятый немцами. Ею занимаются и военная разведка (абвер) и служба безопасности СС. Во время допроса в комендатуру приезжает по своим делам генерал Мекензен. Хотя Ларсон не видела дядю около десяти лет, она узнает его. И он её узнает. Это всё решает: Ларсон получает паспорт «Для лиц немецкой национальности», в котором в графе «Национальность» значится: «Подданная шведского короля. Находится под защитой германской армии».
Дойблер из Службы безопасности СС предлагает ей, как «специалисту по России» работать в его отделе, но Ларсон отказывается и говорит, что она «не выносит вида крови», но соглашается стать секретарем начальника хозяйственного отдела майора Неймана.
План, составленный для Ларсон в Ростове, не был осуществлен и она первые месяцы без связи. Наконец она через объявление в газете даёт о себе знать, и в Таганроге на неё выходит Петер Кёле — её резидент. Таганрог почти два года находился в оккупации в годы войны. Линия фронта, созданная на реке Миус, получила название в немецкой литературе «Миус-фронт». В боях под Таганрогом с 1941 по 1943 год погибло более 150 тысяч советских военнослужащих. Таганрог был важным стратегическим узлом на Южном фронте два года.
Оберштурмфюрер СС Дойблер (к 1943 году — гауптштурмфюрер) узнаёт «номер» Ларсон в организации «Самопомощь», снова предлагает работать с ним. На это раз Астрид соглашается. Общественная организация «Самопомощь» — легальная организация в довоенные годы в СССР — объединяла людей «с немецкой кровью». Как правило, это были в большинстве своем «фольксдойче», то есть или мать или отец были немцами. Часть членов этой организации работала на немецкую разведку и имела «номера».
В 1943 году на операционном столе в Германии умирает майор Кёле — прободение язвы, и Ларсон снова остаётся без связи. Незадолго перед освобождением Таганрога на связь с Ларсон пытается выйти связной. Но он сразу попадает «под колпак» людей доктора Оберлендера и посыльной с «того берега» выводит ищеек на квартиру Ларсон.
Астрид Ларсон удаётся узнать и сообщить ценные сведения о структуре разведывательных и контрразведывательных германских органов на оккупированной советской территории, о методах промышленного шпионажа, о новых видах оружия, производимых на заводах Мариуполя и Запорожья, которые в годы оккупации принадлежали немецкому промышленнику Альфриду Круппу.

## Персонажи повести
- Астрид Ларсон — советская разведчица, шведка.
- Петер Кёле — интендант, майор вермахта, советский резидент.
- Эрвин Дойблер — оберштурмфюрер СС, начальник службы безопасности Таганрогского гарнизона с 1941 по 1943 год.
- Генерал Рекнагель — начальник Таганрогского гарнизона в годы оккупации Таганрога с 1941 по 1943 год.
- Доктор Герд Оберлендер — майор Абвера (военная разведка).
- Генерал Макензен — командир танкового корпуса на Южном фронте, дядя Астрид Ларсон по материнской линии.
- Матиас Урбан — капитан (гауптманн) вермахта, до войны — художник.
- Майор Нейман — начальник хозяйственного отдела в Таганрогском гарнизоне.
- Фибих — представитель деловых кругов Германии в Таганроге в годы войны.
- Терехов — бургомистр Таганрога в годы оккупации.
- Кирсанов — редактор пронацистской газеты «Новое слово».

### Краткие характеристики персонажей
- Астрид Ларсон — подданная Швеции. В 1933 году вышла замуж за русского инженера Павла Самсонова и проживала с мужем и дочерью в Ростове-на-Дону. После гибели мужа дала согласие работать на советскую разведку. По матери немка. Окончила юридический факультет университета в Ростоке (Германия).
- Петер Кёле — эмигрант «первой волны» после революции. С родителями покинул Россию в 1918 году. С 1936 года работал на советскую разведку.
- Майор Нейман — хозяйственный отдел Таганрогского гарнизона в годы войны был крупной перевалочной базой и тыловым складом для германских войск всего Южного фронта.
- Генрих Фибих — представитель деловых кругов Германии и министерства вооружения Третьего Рейха.
- Матиас Урбан — возглавлял одно из подразделений Хозяйственного отдела. Его кумирами в немецкой живописи были немецкие художники Эрнст Барлах, Отто Панкок, Оскар Кокошка — все они были в опале в Третьем Рейхе, и он был настроен антинацистски.

## История издания
Из авторского предисловия к изданию 2007 года: «Мои произведения о разведчиках „Красные пианисты“, „Кто придет на Мариине“, „Желтый круг“ печатались в Москве массовыми тиражами, но они так долго и трудно проходили проверку в „ПРЕСС-БЮРО КГБ“, что я решил отказаться от этой темы. Но в 1989 году сотрудники внешней разведки САМИ попросили меня написать об Астрид Ларсон, шведке по национальности, которая с 1941 года по 1943 год работала на советскую разведку в моем родном городе Таганроге и дали отчет, представленный ею в ГРУ. Это 40 страниц машинописного текста, написанных „с акцентом“, например, вместо „шоссейная дорога“ — „шоссированная…“ и тому подобное. Предложение оказалось очень заманчивым, и я решил 40 страниц фактического материала „переплавить“ в повесть. Эта была женщина совсем из „другого мира“, она не придерживалась левых взглядов, не состояла никогда ни в каких партиях, и только месть режиму, нацизму, убившим её любимого человека заставила её дать согласие работать на нашу разведку. Ей не понадобилась „легенда“, обычно сопровождающая разведчика при „внедрении“, её подлинная биография была лучше всякой легенды, поэтому она так „легко“ вошла в с стан врага. Под фамилией Ларсон она работала в Таганроге и под этой фамилией по моему предложению её имя включили в книгу „ТАГАНРОГ. ЭНЦИКЛОПЕДИЯ“. Фамилии русских, которые сотрудничали с оккупантами, я изменил по той причине, что у них, возможно, есть внуки, и они не должны нести „каинову печать“ своих предков».

## Издания повести
1. Astrid: Повесть. — Ростов н/Д: Кн. изд-во, 1989. — 288 с.
2. Astrid. Кто придет на «Мариине»: Повести. — Ростов н/Д: ПИКА, 1989. — ISBN 5-7509-0110-6.
3. Astrid: Повесть. — М.: Современник, 1991. — ISBN 5-270-01273-1.
4. Astrid: Повесть. — Ростов н/Д: Изд-во бюро пропаганды Союза писателей РСФСР, 1993. — ISBN 5-85450-008-1.
5. Астрид. Кто придет на «Мариине». Обжалованию не подлежит. Генерал в отставке: Повести, рассказы. Ростов н/Д: «Мапрекон», 1997. — 416 с. — ISBN 5-8319-0053-3.
6. Кто придет на «Мариине». Астрид. / Серия «Особо опасен для рейха» — М.: Вече, 2009. — 408 с. — ISBN 978-5-9533-3560-7.
7. Кто придет на «Мариине». Астрид. / Серия «Военные приключения» — М.: Вече, 2010. — 406 с. — ISBN 978-5-9533-4516-3.